# 원미동 사람들
《원미동 사람들》은 대한민국의 소설가 양귀자의 1980년대 연작 소설이다. 1986년 3월부터 1987년 8월까지 총 11편이 《한국문학》과 《문학사상》 등 7개의 잡지에 발표되었고, 1987년 11월 문학과 지성사에 의해 모두 묶여서 출판되었다.
이 소설의 배경이면서 제목에도 나오는 원미동은 대한민국 경기도 부천시에 위치한 실제 지명이다.
〈멀고 아름다운 동네〉, 〈불씨〉, 〈마지막 땅〉, 〈원미동 시인〉, 〈한 마리의 나그네 쥐〉, 〈비 오는 날이면 가리봉동에 가야 한다〉, 〈방울새〉, 〈찻집 여자〉, 〈일용할 양식〉, 〈지하 생활자〉, 〈한계령〉 등 11개의 단편 소설로 구성되어 있다. 이 중에 〈비 오는 날이면 가리봉동에 가야 한다〉는 고등학교 천재교육 문학 교과서에 수록되었다.

## 주요 등장 인물
- 김반장
- 강노인
- 은혜엄마

## 줄거리

### 멀고 아름다운 동네
영하 십도씨가 넘는 추운 겨울날 남한 세간을 옮기고 있는 은혜네는 폭이 좁은 문으로 장롱의 옆구리를 빼려고 인부들이 안간힘을 쓰고 있다. 은혜네는 처음으로 열여덟평 연립주택을 마련하는 부천으로 떠나기 위해 이사를 하는 중인데 이사하는 날 아침 은혜 할머니인 노모는 20년 만에 갖는 내집으로 이사하는 걸 희망의 땅 가나안으로 떠나는 것이라고 말을 한다. 남루한 이삿짐을 트럭에 싣고 떠나면서 트럭 앞좌석에는 노모와 은혜가 타고 부천까지 택시를 부르면 택시비가 많이 나온다는 이유로 은혜 아빠인 '그'와 만삭의 몸인 은혜 엄마는 트럭의 뒷자리에 몸을 싣는다. 살을에는 듯한로 해산일이 다가오는데 당장 집을 구하는 것이 급해진 은혜네는 그들의 가진 돈으로 이사 날짜와 전세금이 맞아 떨어지는 집을 찾기가 쉬운 일이 아니었다. 값싼 전세를 구하기 위하여 여러 곳에 원정을 떠났는데 우연잖게 부천에 새로운 동네가 있다는 소식을 듣게 되면서 전세를 구하려 부천의 원미동까지 가게 되었다. 그곳에서 서울의 전세 구하는 돈으로 차라리 집을 매매하는 것이 좋겠다고 생각한 은혜네는 이사간다.

### 불씨
결국 나는 마지막 보루로 전통문화 연구소라는 곳에 이르나 판매사원에 지나지 않았다. 그리고 나는 조각상을 친구나 동창에게 팔려고 시도하나 그들은 냉담한 반응을 보였다. 결국, 그는 실습용 고객을 찾으라는 말에 따라 정차없이 떠나 버스터널에까지 이르게 된다. 한편, 나는 한 짐꾼이랑 이야기를 나누게 되었다. 다행히도 그는 나의 말을 들어주었으며 내가 파는 촛대 하나를 구매하였다.

### 마지막 땅
원미동에서 땅을 가장 많이 가진 강노인이 자식의 문제로 인해 땅을 팔아넘긴 후 남은 땅으로 농사를 짓는다. 그러나 농사를 짓는 과정에서 인분과 같은 천연 비료를 고집한 탓에 마을을 좀 더 발전시키고 싶던 마을사람들은 악취와 건물들 사이에 농사짓는 땅이 있다는 것에 대해 강노인과 갈등을 겪게 된다. 강남부동산은 땅을 팔때 돈을 받고싶어서 강노인을 자꾸 꼬드기지만, 강노인은 팔지 않겠다는 고집을 피운다. 강노인은 밭에 연탄가루가 뿌려지는 등의 피해를 입으면서까지 고집을 꺾지 않는다. 그러나 땅을 팔게 되었다는 헛소문으로 인해 자식들의 빚쟁이까지 몰려오며, 그 후 부인과 싸운 뒤 강노인은 강남부동산으로 향하게 되며 그 전에 정들었던 밭에 물을 준다.

### 원미동 시인
청소부의 다섯째딸인 '나(경옥)'는 스스로가 '세상 돌아가는 이치를 다 알고 있다', '일찌감치 철이 들었다'고 생각하곤 하는 일곱 살 짜리 소녀이다. '나'의 나이는 실제 나이로 여덟 살(혹은 아홉 살)이지만, 아들을 원했던 '나'의 부모님이 '나'가 딸인 것을 알고 실망하여 출생신고가 늦어진 탓에, 초등학교에도 입학하지 못하고 그렇다고 동네의 자기보다 나이 어린 다섯살 여섯살짜리 아이들과는 어울리지도 못하는 입장이다. '나'는, '사실은 어느 부잣집의 버려진 딸이다'라던가, '외계인 아버지와 지구인 엄마와의 사랑'같은 공상을 하기도 하며, 낮 시간을 '김 반장'이 운영하는 '형제 슈퍼'에서 보내곤 한다('나'는 '김 반장'이 '나'의 셋째언니인 '선옥이 언니'를 좋아하기 때문에, 자신에게 잘 보이기 위해 '쭈쭈바'를 사 주거나, 배달 나갈 때 자신을 오토바이 뒤에 태워 주거나 한다고 생각하며, 그런 노력의 결과로서 김 반장이 '선옥이 언니'와 결혼하고 싶어할 것이라고 생각한다).
몽달씨(氏)라는 별명을 가진, 약간 돌았다는 원미동 시인도 이 곳에 산다. '퀭한 두 눈에 부스스한 머리'를 하고 '사시사철 껴입고 다니는 물들인 군용점퍼와 희끄무레하게 닳아빠진 낡은 청바지'를 입은 채 동네를 돌아다니면 꼭 몽달 귀신 같다고 해서 그는 '몽달 씨'라는 별명을 얻었다. 한약방을 운영하던 그의 아버지는 일을 그만둔 후 젊은 후처를 얻어 이곳 원미동에서 살고 있으며 몽달 씨는 그 집에 얹혀 살고 있다. 시를 외우는 것이 그의 취미이고, 제대로 된 말이라기보단 외워두었던 시구들을 짜깁기한 듯한 말을 읊조기곤 하는 그는, 씩씩하고 당찬 김반장을 동경하며 김 반장 가게에서 그의 일을 도우거나 '나'와 노닥거리며 지내고 있었다.
그러다가 하루는 '나'의 부모님이 부부 싸움을 하는 바람에, '나'는 부모님을 피해 밤거리로 나온다. 밤거리를 걷다가 김 반장의 가게에 도착한 '나'는, 여느 때처럼 가게에서 텔레비전을 보며 졸고 있는데 바깥에서 들려온 비명 같은 소리에 잠을 깬다. 곧이어 누군가 가게로 들이닥치는데 바로 피투성이가 된 몽달 씨였다.
뒤따라 가게에 들어온 술취한 빨간 셔츠의 사내(몽달 씨를 두들겨 팬 사람)가 몽달 씨와 아는 사이냐며 김 반장에게 을러댄다. 몽달 씨는 김 반장에게 도움을 요청하지만, 김 반장은 빨간 셔츠의 사내가 자신의 가게에 해를 입힐 것을 걱정하여 오히려 몽달 씨를 모르는 사람이라며 쫓아낸다. 빨간 셔츠의 사내는 득의양양해서, 같이 온 러닝셔츠를 입은 사내와 합세하여 몽달 씨를 더욱 두들겨 패고, 가게에서 이 상황을 처음부터 모두 지켜보고 있었던 '나'는 큰 소리로 동네 사람들을 부른다. 그러자 지물포점의 주씨(氏)가 그것을 듣고 달려와 다친 몽달씨를 부축하고, 빨간 셔츠의 사내와 러닝셔츠를 입은 사내에게 왜 몽달 씨를 때렸는지를 추궁한다. 그러자 그들은 어영부영 얼버무리다가 도망간다. 그제서야 김 반장은 달려나와서 몽달 씨를 걱정한다는 듯이 굴며 부축하고 그를 병원으로 데려간다. 이 일로 오히려 김 반장은 동네 사람들에게 '진국'이라며 칭찬을 듣게 된다.
모든 것을 알고 있는 '나'는 그 이후부터 김 반장에 대해 좋지 않은 인상을 갖게 된다. '요깡'이라는 팥떡 간식을 준다고 해도 싫고, 급기야 '선옥이 언니'에게 김 반장의 모든 것을 일러 바치겠다는 생각까지 한다.
몽달 씨는 상처가 나은 후, 다시 김 반장의 일을 도우며 지낸다. '나'는 그런 몽달 씨를 이상하게 여기면서, 텔레비전 연속극 내용처럼 그만 기억상실증에 걸려 몽달 씨가 그날 밤 김 반장의 행동을 모두 잊어 버린 것은 아닐까 하고 생각한다.
'나'는 역시나 김 반장의 일을 돕고 있던 몽달 씨에게 다가가 안부를 묻다가, '김 반장이 아저씨를 쫓아내는 것'을 다 보았다고 몽달 씨에게 얘기한다. 몽달 씨는 '나'의 말에 정색을 하고 '나'를 바라보는데, 평소의 퀭한 눈과는 달리 까맣고 반짝이는 눈을 하고 있었다. 몽달 씨가 기억 상실에 걸리지 않았다는 것을 확신한 '나'는 "김반장은 나쁜 사람이야, 그렇지요?"하고 묻는데, 몽달 씨의 "아니야."라는 대답에 속이 상한다.
잠시나마 깨어난 듯 보였던 몽달 씨는 금세 평소의 모습으로 돌아가고, 자신은 다 외웠다며 시가 적힌 종이를 '나'에게 건네주는데, 그 종이에는 이렇게 적혀 있었다.
'...... 마른 가지로 자기 몸과 마음에 바람을 들이는 저 은사시나무는, 박해받는 순교자 같다. 그러나 다시 보면 저 은사시나무는 박해받고 싶어하는 순교자 같다. ......."

### 한 마리의 나그네 쥐
마을 사람들이 모이면 전설처럼 얘기하는 한 남자의 이야기가 있다. 평범한 회사원이던 '그'는 약수를 뜨러 다니던 원미산에 빠져 자꾸만 산으로 향하게 된다. 사실 그는 예전 5월에 출장 가서 겪었던 낯선 도시에서의 사건(5·18 광주 민주화 운동으로 추정)을 악몽처럼 기억하고 있었다. 그 이후 인간과 도시에 환멸과 공포를 느낀 그는 결국 산으로 가서 돌아오지 않는다.

### 비 오는 날이면 가리봉동에 가야 한다
은혜네는 원미동으로 이사 온 지 얼마 되지도 않아서부터 집이 온데 고장이 나기 시작했다. 이사오던 해에는 천장에서 물이 새고, 얼마 후에는 난방 파이프가 터지고, 이어서 주방 하수구가 막히고 보일러 굴뚝이 무너지고 자물쇠 보조키까지 말을 안 들었다.
한날 이웃의 으악새 할아버지가 찾아와 은혜네 목욕탕 파이프가 터져 자기 집 천장에 물이 샌다는 소식을 전했고, 하릴없이 광복절 휴일에 맞춰 욕탕 수리를 하게 되었다.
지물포를 하는 주씨는 막일을 하는 임씨를 소개해 주었다. 임씨는 원래 연탄 장수인데, 연탄이 안 팔리는 여름에는 이런 일도 한다 하였다...
"그"(은혜 아빠)와 아내는 허름한 임씨의 행색을 보아 분명히 견적을 이상하게 뽑아 돈을 많이 받으려는 작정이라고 생각하여 내도록 감시를 늦추지 않는다.
임씨는 목욕탕을 다 고친 뒤 옥상까지 고쳐 주었는데, 그동안 시간은 밤이 다 되었다. 임씨는 분홍 편지지로 된 엉터리 영수증에 견적서를 뽑아 주었는데, 애초에 견적으로 잡았던 18만원보다도 훨씬 적은 7만원밖에 나오지 않았다.
"그"는 낮동안 임씨가 엉터리 일꾼은 아닌지, 일부러 견적을 훨씬 많이 뽑는 게 아닌지 의심한 것이 부끄러웠다. 일이 끝나고 "그"는 임씨와 함께 김 반장네 형제슈퍼로 내려가 맥주를 시켜 먹었다.
술이 취한 임씨는 하소연을 시작한다. 연탄 장사를 할 적에 연탄을 대 주던 스웨터 공장 사장이 돈을 떼먹고 도망가, 형편이 어렵겠거니 했는데 알고 보니 가리봉동에 가서 더 큰 공장을 차렸다는 이야기였다. 때문에 임씨는 비가 와서 일거리가 없는 날이면 항상 돈을 받기 위해 가리봉동으로 간다고 했다. 술이 취할 대로 취한 임씨는 “”죽일 놈들. 죽여! 죽여!”하면서 고함을 지른다. "그"는 그 죽일 놈들에 자신도 들어가는 것이 아닐까 하고 생각하며 오줌이 마려운 척 하고 술값을 치른 뒤 슈퍼를 나온다.
일어나고 나니 진짜로 오줌이 마려워 공터로 걸어가는데, 으악새 할아버지가 ‘으악’하면서 괴로운 소리를 지르며 "그"의 옆을 지나갔다.

### 방울새
사회운동을 하다가 잡혀가 교도소에 가있는 남편을 대신해 경주를 고아원에  되는데 그 이야기를 경주한테 이야기해주다가 경주가 “아, 방울새는 동굴에서 살고 있구나”를 “아빠는 동굴에서 살고 있구나”로 들어 눈시울이 붉어진다.

### 찻집 여자
행복 사진관을 하는 엄씨(氏)는 증명사진을 찍으러 온 한강인삼찻집 여자와 처음 만난다. 이후 여자에게 매력을 느낀 엄씨는 그녀와 바람이 났는데, 남편의 외도를 알아버린 부인이 인삼 찻집 여자와 대통 싸움을 한다. 미안해진 엄씨는 여자와 비빔밥을 먹으며 마지막 만남을 가진다. 찻집 여자와의 진한 연애가 들통난 엄씨는 동네 사람들에게 놀림을 받음에도 불구하고 그녀에게 미안함과 동정심을 갖는다. 결국 인삼 찻집 여자는 동네 사람들의 눈총에 못이겨 힘들게 낸 찻집을 떠난다. 한편 찻집 여자를 떠나보낸 엄씨의 가게는 간판의 'ㄱ' 자가 떨어져 행보사진관이 되어 버린다

### 지하 생활자
연립 주택의 지하실 생활을 하는 '나'는 용변 보는 일 때문에 골치가 아프다. 화장실이 없는 지하 셋방을
계약할 때 주인집여자는 언제든지 자기 집 화장실을 쓰면 된다고 했으나 아무리 문을 두드려도 문을 열어주지 않는다. 하지만 나중에 유부남을 끌어들여 사는 그녀의 처지를 알게 되자 '나'는 오히려 그녀를 동정하게 되었다. 

### 한계령
작가인 나는 우연히 옛 동창 친구 은자의 전화를 받게 된다. 전화에서, 그녀는 현재 밤무대의 가수가 되었다는 것을 말한다. 한편, 나는 그녀와의 추억을 떠올리며 그녀가 밤무대에 자신을 초대했다는 것을 그녀에게서 듣게 된다. 나는 자신이 기억하는 큰오빠의 모습을, 즉 아름다웠던 과거의 한 부분을 은자를 만나 훼손당할까봐 가지 않다가 그녀가 떠나기 전 마지막 날 클럽에 가 그녀가 '한계령'을 부르는 것을 보게 된다. 그녀는 한계령이라는 노래를 들으며 큰오빠의 좌절과 고통을 공감하고 연민하게 된다. 한편, 그녀가 새 카페를 개업했다는 것을 전화로 알리고 그 카페의 이름이 '좋은 나라'라는 것을 알게 된다.

## 같이 보기
- 원미동 사람들 (드라마)